# مور، بادن-وورتمبرگ
مور، بادن-وورتمبرگ (به آلمانی: Murr, Baden-Württemberg) یک شهر در آلمان است که در ناحیهٔ لودویگزوبورگ واقع شده‌است.

## خصوصیات
مور ۶٬۲۴۸ نفر جمعیت دارد.